# 柳川信行
柳川 信行（1974年1月22日—），日本高知縣高知市出生，是三保ヶ関部屋屬下的大相撲力士，身高1米79，体重189公斤。第73代学生横纲。
最高位是西十两六。
职业战绩：316胜325负。爱好是发漫画，彈珠機。暱稱「ノブー (Nobu-)」。喜欢的食品是烧肉。毕业于日本大学。加入职业相扑后的名字：柳川→増健→柳川、血型：B型。

## 簡歷

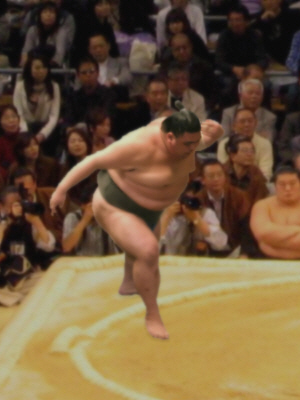
2006年三月的柳川

- 1974年1月　生于高知縣高知市。
- 1996年1月　加入三保ヶ関部屋。
- 1998年3月　升入十两级别。